# 温夫里亚斯
温夫里亚斯，是西班牙卡斯蒂利亚-莱昂阿维拉省的一个市镇。总面积12平方公里，总人口157人（2001年），人口密度13人/平方公里。